# NGC 3975
NGC 3975 (również PGC 37480) – galaktyka spiralna (Sb), znajdująca się w gwiazdozbiorze Wielkiej Niedźwiedzicy. Odkrył ją Lawrence Parsons 21 lutego 1874 roku.